# Мавзолей Араб-ата
Мавзолей Араб-ата — архитектурный памятник X века в Узбекистане. Первое датированное здание исламского времени в Средней Азии. Был открыт в 1958 году ученым, географом профессором Н. Леоновым в селе Тим, в пустынной местности южнее города Каттакурган.
Благодаря двум сооружениям — мавзолей Саманидов и Араб-ата, можно оценить красоту бухарской архитектуры в период её расцвета. Эти два шедевра раннего Средневековья завершают эпоху согдийского зодчества и дают начало новому характеру декора, полный расцвет которого наступает позже.
Местное население называет его Араб-ата, — «отец арабов». В названии, объяснения которому местные жители не знают, скрыто, может быть, указание на то, что мавзолей воздвигнут над могилой одного из арабских воителей, павшего в VIII веке в этих, тогда ещё населённых местах.
Особенность здания состоит в том, что парной кладке фасадов придан орнаментальный характер с помощью выделения отдельных швов. На западном и восточном фасадах широкие вертикальные швы украшены двойными параллельными прорезами, — дойдя до горизонтального шва между парами, такая прорезь поворачивает по нему до соединения со следующим вертикальным швом. В результате образуются диагональные ступенчатые линии, геометрический узор, наложенный на кладку и отвечающий её структуре.
На типане мавзолея над входной дверью размещён вырезанный в ганче геометрический орнамент на изогональной сетке. Его элементами являются шестиконечные звёзды в обрамлении шестиугольников, полузвёзды, ромбы и треугольники. В нишах, находящихся на фронтоне над этим тимпаном, имеются ещё три геометрических орнамента, все разные.
В куфической надписи на портале здания сохранилась дата 367 год хиджры, то есть 977/978 годы н. э. Так как в надписях-эпитафиях обычно указывались день и месяц смерти погребённого, которых здесь нет, исследователи мавзолея считают, что дата на портале означает время строительства. Но, есть также другое мнение, согласно которому мавзолей был построен в XI веке. В общем же здание сохранилось хорошо. Был только обрушен верх портала и заложен первоначальный вход, на месте которого появился маленький, неправильных очертаний дверной проём. Не сохранилась одна из угловых гранёных колонн, нижние части стен были обложены камнями, а к заднему, частично переложенному фасаду был пристроен массивный контрфорс.